# George Arthur Taylor
George Arthur Taylor (Flat Rock, 14 de fevereiro de 1899 - Palo Alto, 3 de dezembro de 1969) foi um militar norte-americano, célebre por comandar as tropas no desembarque dos aliados na Praia de Omaha, na operação conhecida como "Dia D".
Neste dia (6 de junho de 1944), com a patente de Coronel, era o comandante do 16º Regimento de Infantaria dos Estados Unidos e chegou a praia pelas 08:00h encontrando toda a tropa dispersa, com inúmeras baixas, os sobreviventes exaustos e em estado de choque, presos entre a praia e a linha de tiro do exército alemão.
  
 
Em pé, sob o fogo cruzado, sem medo de levar um tiro, disse para os soldados apavorados: 
| “ | Existem dois tipos de homens nesta praia; os que morreram e os que estão prestes a morrer. Então vamos sair desta maldita praia e morrer em terra. | ” |

 E assim que terminou a frase, foi o primeiro a correr, incentivando seus homens a saírem da praia, pois naquele momento eram alvos fáceis de serem abatidos. Após este ato, reuniu os soldados e organizou a tropa a transpassarem o terreno preparado pelos nazistas com arames farpados e minas terrestres, através da montagem e uso dos torpedos de bangalore.
Por seus feitos neste dia, foi condecorado com a "Distinguished Service Cross" (Cruz de Serviço Distinto) e em 1 de agosto de 1944, foi promovida a General de brigada.

## Biografia
George Taylor formou-se na Academia Militar dos Estados Unidos em 1922 na patente de segundo-tenente. Nos anos de 1920 e 1930, serviu em várias unidades da infantaria, como em Fort Sam Houston, no Texas, ou no Hawaii, Washington, Dakota do Norte ou em San Francisco.
Em 1937, foi selecionado para a United States Army Command and General Staff College (Escola de Comando e Estado-Maior, localizado em Fort Leavenworth) e apos concluir o curso, recebeu o comando da Philippine Scouts, lotado no Fort William McKinley, nas Filipinas.
Nos anos que antecederam a entrada dos Estados Unidos na Segunda Guerra, Taylor foi promovida a oficial de inteligência do 1° batalhão do 16° Regimento de Infantaria, também foi assistente de chefe de gabinete nas   tropas americanas lotadas no Caribe, e instrutor de táticas na Escola de Infantaria do Fort Benning.

### Segunda Guerra Mundial
Com a entrada dos Estados Unidos na Segunda Guerra Mundial, Taylor é promovido a Tenente-Coronel e foi transferido para o Norte de África, onde realizou serviços na Advanced Echelon Amphibious Forces e também foi membro comandante da Base Operacional Naval em Oran, na Argélia.
Em janeiro de 1943 é promovido a Coronel e em fevereiro, assumiu o comando do 26º Regimento de Infantaria e em 20 de abril, substituiu o coronel d'Alary Fechet no comando do 16º Regimento de Infantaria, onde participou da Invasão aliada da Sicília e da operação Praia de Omaha.
Após os eventos da Praia de Omaha, tornou-se comandante assistente (ou vice-comandante) da 1.ª Divisão de Infantaria dos Estados Unidos. Quando sua unidade estava na Boémia, negociou, juntamente com coronel Harrold, a rendição do XII distrito militar alemão, comandado pelo general Herbert Osterkamp. Neste episódio, em reunião marcada na cidade de Loket, Taylor rasurou o documento de rendição, elaborado pelos nazistas, no espaço em que mencionava o local exato da capitulação. No texto que mencionava a cidade de "Elbogen, Sudetenland", o general de brigada riscou o nome da cidade e colocou as palavras "não existe", e ao mesmo tempo adicionou uma nota, no documento, que o local era a cidade de "Loket, Tchecoslováquia", pois este é o nome original da cidade antes da invasão nazista. Este fato trouxe grande respeite de Taylor para com o povo checoslovaco.

### Pós guerra
Manteve-se como um dos comandantes da 1.ª Divisão de Infantaria até o final do ano de 1945 e se aposentou em 1946, aos 47 anos, como general de brigada.

### Morte
Em 3 de dezembro de 1969 morreu em decorrência de um derrame cerebral.

## Medalhas e condecorações
O militar foi agraciado com as seguintes condecorações militares pelos serviços prestados:
- Cruz de Serviço Distinto[3]
- Legião do Mérito com uma folha de carvalho
- Estrela de Bronze
- Coração Púrpuro
- Citação Presidencial de Unidade
- Medalha de Serviço de Defesa Americana com Fecho Base
- Medalha da Campanha Americana
- Medalha de Campanha Europeu – Africano – Oriente Médio com 8 estrelas de serviço e dispositivo Arrowhead
- Medalha de Vitória da Segunda Guerra Mundial
- Medalha do Exército de Ocupação
- Cruz de guerra 1939-1945 (França)
- Ordem do Leão Branco
- Cruz de Guerra da Checoslováquia de 1939 a 1945
- Emblema de Infantaria de Combate